# Олійницька сільська рада
Олі́йницька сільська́ ра́да — колишня адміністративно-територіальна одиниця та орган місцевого самоврядування в Теофіпольському районі Хмельницької області. Адміністративний центр — село Олійники.

## Загальні відомості
Олійницька сільська рада утворена в 1921 році.
- Територія ради: 30,014 км²
- Населення ради: 751 особа (станом на 2001 рік)
- Територією ради протікає річка Норка

## Населені пункти
Сільській раді підпорядковані населені пункти:
- с. Олійники
- с. Колки
- с. Майдан-Петрівський

## Склад ради
Рада складається з 16 депутатів та голови.
- Голова ради: Демидюк Олександр Петрович
- Секретар ради: Щерінська Наталія Степанівна

### Керівний склад попередніх скликань
| Прізвище, ім'я, по батькові  | Основні відомості                                                                           | Дата обрання | Дата звільнення |
| ---------------------------- | ------------------------------------------------------------------------------------------- | ------------ | --------------- |
| Бронетко Олександр Йосипович | Сільський голова, 1959 року народження, член Народної партії                                | 26.03.2006   | 31.10.2010      |
| Демидюк Олександр Петрович   | Сільський голова, 1967 року народження, освіта середня спеціальна, член партії Єдиний Центр | 31.10.2010   |                 |

Примітка: таблиця складена за даними сайту Верховної Ради України

### Депутати
За результатами місцевих виборів 2010 року депутатами ради стали:

#### За суб'єктами висування
| Суб'єкт висування             | Кількість обраних депутатів | %    |
| ----------------------------- | --------------------------- | ---- |
| Народна партія                | 9                           | 56,3 |
| Самовисування                 | 5                           | 31,3 |
| Єдиний Центр                  | 1                           | 6,3  |
| Політична партія «Фронт Змін» | 1                           | 6,3  |

#### За округами
| № округу                      | Прізвище, ім'я, по батькові   | Дата визнання обраним | Освіта             | Партійна приналежність              | Відомості про обраного депутата                           |
| ----------------------------- | ----------------------------- | --------------------- | ------------------ | ----------------------------------- | --------------------------------------------------------- |
| Єдиний Центр                  |                               |                       |                    |                                     |                                                           |
| 9                             | Демедюк Віктор Петрович       | 05.11.2010            | середня спеціальна | член Єдиного Центру                 | тимчасово не працює                                       |
| Народна Партія                |                               |                       |                    |                                     |                                                           |
| 1                             | Зарічнюк Світлана Миколаївна  | 05.11.2010            | вища               | член Народної партії                | СГВК «Олійники», головний бухгалтер                       |
| 2                             | Цимбалюк Микола Васильович    | 05.11.2010            | середня спеціальна | позапартійний                       | СГВК «Олійники», ветеринарний лікар                       |
| 4                             | Щерінська Наталія Степанівна  | 05.11.2010            | вища               | член Народної партії                | Олійницька сільська рада, секретар                        |
| 8                             | Карпінська Ірина Романівна    | 05.11.2010            | середня спеціальна | член Народної партії                | Олійницька сільська рада, зав. Медичним пунктом с. Колки  |
| 11                            | Бас Людмила Максимівна        | 05.11.2010            | середня спеціальна | член Народної партії                | Олійницька сільська рада, завідувачка Колковецького клубу |
| 13                            | Григорчук Григорій Григорович | 05.11.2010            | середня            | позапартійний                       | Олійницьке відділення зв'язку, листоноша                  |
| 14                            | Марчук Олександр Миколайович  | 05.11.2010            | середня            | позапартійний                       | тимчасово не працює                                       |
| 15                            | Глабай Григорій Федорович     | 05.11.2010            | середня            | позапартійний                       | пенсіонер                                                 |
| 16                            | Федорів Діна Василівна        | 05.11.2010            | вища               | позапартійна                        | Олійницька сільська рада, касир                           |
| Політична партія «Фронт Змін» |                               |                       |                    |                                     |                                                           |
| 7                             | Цимбалюк Людмила Миколаївна   | 05.11.2010            | середня спеціальна | член Політичної партії «Фронт Змін» | пенсіонер                                                 |
| Самовисування                 |                               |                       |                    |                                     |                                                           |
| 3                             | Демчик Валентина Олексіївна   | 05.11.2010            | середня            | позапартійна                        | СГВК «Олійники», технік штучного осіменіння               |
| 5                             | Рижак Іван Олександрович      | 05.11.2010            | середня спеціальна | позапартійний                       | СГВК «Олійники», тракторист                               |
| 6                             | Гайдамашко Микола Андрійович  | 05.11.2010            | середня спеціальна | позапартійний                       | СГВК «Олійники», шофер                                    |
| 10                            | Гнатюк Антоніна Василівна     | 05.11.2010            | вища               | позапартійна                        | Колковецький НВК І ст., директор школи                    |
| 12                            | Лепетун Галина Іванівна       | 05.11.2010            | середня спеціальна | позапартійна                        | приватний підприємець                                     |